# Toon Huydecoper
Jhr. Jan Louis Reinier Anthony (Toon) Huydecoper (Utrecht, 20 mei 1945) is een Nederlands advocaat, jurist en oud-advocaat-generaal bij de Hoge Raad der Nederlanden.

## Biografie
Huydecoper is een telg uit het geslacht Huydecoper en een zoon van ambassadeur jhr. mr. Jan Louis Reinier Huydecoper, heer van Nigtevecht (1922-2005) en Constance Cornélie barones van Wassenaer (1921-2014), de laatste een telg uit het geslacht Van Wassenaer en zus van prof. mr. Arent Jacob Otto baron van Wassenaer van Catwijck, heer van de beide Katwijken en 't Zandt (1930-1996), hoogleraar privaatrecht. Uit een huwelijk, gesloten in 1968, heeft hij drie kinderen.
Huydecoper slaagde in 1969 cum laude aan de Rijksuniversiteit Utrecht in de rechten. Daarna werkte hij decennialang als advocaat en procureur. Hij werkte vanaf 1985 mee aan juridische handboeken, onder andere enkele malen met prof. mr. dr. Tobias Cohen Jehoram en publiceerde tientallen artikelen in juridische vakbladen. In de jaren 1990 publiceerde hij tientallen juridische columns in NRC Handelsblad. Hij schreef vooral over huurrecht en intellectuele eigendom. Van 1996 tot 1998 was hij deken van de landelijke orde van advocaten. In 2001 werd hij benoemd tot advocaat-generaal bij de Hoge Raad der Nederlanden, een ambt dat hij tot 2012 zou bekleden en bij welk afscheid hem een afscheidsbundel werd aangeboden.
Jhr. mr. J.L.R.A. Huydecoper bekleedt verscheidene nevenfuncties.

### Eigen werken
- [co-auteur] Counterfeiting. Piraterijbestrijding. Den Haag, [1985].
- [co-auteur] Huurrecht. Den Haag, 1995.
- [co-auteur] Het nieuwe huurrecht. Deventer, 2002.
- [co-auteur] De prijs van het gelijk. Een (kritische) bespreking van het systeem van vergoeding van gerechtelijke en buitengerechtelijke kosten. Den Haag, 2007.
- Reële executie. Deventer, 2011².

### Redactie/bewerking
- [mederedacteur] De vrijheid Waard. Den haag, 1995.
- [medebewerker] Industriële eigendom. Bescherming van technische innovatie. Deventer, 2002.
- Rijksoctrooiwet 1995. Rijkswet van 15 december 1994, Stb. 1995, 51, houdende regels met betrekking tot octrooien. Deventer, 2003².
- [mederedacteur] Huurrecht. De tekst Boek 7 titel 4 BW voorzien van commentaar. Deventer, 2003 en 2008³ [4e druk: 2010; 5e druk: 2012].
- Civiele conclusies 2002. De kern van belangrijke niet gepubliceerde civiele conclusies van het Parket bij de Hoge Raad. Deventer, 2003.
- Civiele conclusies 2003. De kern van belangrijke niet gepubliceerde civiele conclusies van het Parket bij de Hoge Raad. Deventer, 2005.
- [medebewerker] Industriële eigendom. Merkenrecht. Deventer, 2008.
- [medebewerker] Industriële eigendom. Vormen, namen en reclame. Deventer, 2012.
- [medebewerker] Industriële eigendom. Bescherming van technische innovatie. Deventer, 2016².